# Чуло-хан Силиг-бег-шад
Чуло-хан Силиг-бег-шад (кит. упр. 處羅可汗, пиньинь chuluokehan, устар. Чуло-хан; личное имя кит. упр. 阿史那俟利弗設, пиньинь ashina silifushe — Ашина Силифушэ) — каган Восточно-тюркского каганата с 619 по 620 год. Пытался ослабить укреплявшуюся династию Тан, поддерживая её врагов.

## Правление
Вступив на престол, взял в жёны Ичжэн (он стал её третьим мужем). Попытался наладить связь с правителем Цзинчэнгуана Ван Шичуном. Но Ли Союй — танский губернатор Лучжоу разграбил тюркский караван и захватил 10 000 голов скота. Каган предоставил убежище императрице Суй Сяо, принял и других приверженцев Суй. Ян Чжаодао получил от кагана титул ван. В городе Динсян был организован суйский двор в изгнании и 10 000 тюрок охраняли город.
Начались столкновения танских войск с тюрками. Брат кагана Були Шэ с 2000 тюрок соединился с Лю Учжоу и вместе они разграбили Бинчжоу за три дня. Война с Тан предвиделась тяжёлой и советники стали говорить кагану, о том что лучше помириться с Тан, но он возразил, что обязан Суй сохранением каганата и теперь должен вернуть долг. На самом деле тюрки желали дестабилизировать Китай насколько это было возможно. Вскоре у кагана начались проблемы со здоровьем и он умер после непродолжительной болезни.
Его сын Юэшэ-Шэ был слаб здоровьем и каганом избрали младшего брата Кат Иль-хан Багадур-шада.